# 蒂摩笛鯛
蒂摩笛鯛，為輻鰭魚綱鱸形目鱸亞目笛鯛科的其中一種，其种加词“timorensis”意为“帝汶的”。分布於西太平洋區，從日本西表島至馬來半島海域，棲息深度20-130公尺，體長可達50公分，生活在珊瑚礁海域，屬肉食性，可做為食用魚。